# Het Lindeboom
Het Lindeboom (litt. Le Tilleul) est un festival de musiques traditionnelles initialement programmé autour de trois provinces (Auvergne, Bretagne et Flandres) qui a lieu au mois de juillet au bois Galamé à Loon-Plage en région Nord-Pas-de-Calais. 
Créé en 2002, son nom évoque les tilleuls de danse. Il attire chaque année pendant 4 jours plusieurs milliers de visiteurs. La programmation a évolué vers toutes les provinces de France et d'Europe, des Asturies à l'Écosse, se permettant même quelques voyages vers les musiques acadiennes.
En 2011, le festival fêtait son dixième anniversaire par une édition hors normes qui a rassemblé plus de 20 000 spectateurs sur 4 jours.
Les spectacles (concerts, bals folk, fest-deiz) sont gratuits et permettent de découvrir de nouveaux talents ainsi que des artistes confirmés. Il est possible de camper sur le lieu du festival.

## Programmation

### Années 2000
- 2002: Faubourg de Boignard, Laïs, Merzhin
- 2003: Guest Alan Stivell
- 2004: Guest Carlos Nunez
- 2005: Matmatah, Guest Denez Prigent
- 2006: Gabriel Yacoub, Guest Tri Yann
- 2007: Soldat Louis, Guest Dan Ar Braz
- 2008: Gilles Servat, The Dubliners, Kadril & Alumea
- 2009: Capercaillie, Follia, Gwendal, I Muvrini

### Années 2010
- 2010: Red Cardell, Urban Trad, Valério, Nadau
- 2011: Carlos Nunez, Gabriel Yacoub, Denez Prigent, Soldat Louis, Gabriel Lenoir, Kadril, Startijenn, Coriandre, Faubourg de Boignard, Merzhin
- 2012: Celtas Cortos, Alambig Electrik, Hiks, Jaimie Smith's Mabon, Spi et la Gaudriole, Blowzabella
- 2013: Gilles Servat, Faran Flad, Susana Seivane, I Alma, Dominique Dupuis, Evelyne Girardon, La Mal Coiffée, Manau, Bagad Bro Felger
- 2014: Alan Stivell, Sinsemilia, Les Ramoneurs de Menhirs, La Bergère, Barzaz, Du Haut des Bars, Habadekük, Du Bartas, Tradiloon, Bas les Pattes, Havelange, Ormuz
- 2015: Kassav, Solas, Urban Folk Quartet, Epsylon, Didier Laloy, Korrontzi, Sors les mains d'tes poches, A la Rum, Hommage à Michel Tonnerre, Tarabazh, Garric, Tref, Waf*
- 2016 : Xarnège, Buzz Buddies, Sakanote, L'Effet Dulogis, Lunasa, Bostekop, Caval'Trad, Trio Dhoore, De Garre, Trio Lefévère/Quemener/Somers, The Celtic Social Club, Bal Brotto/Lopez, Naragonia, Wig A Wag, Denez Prigent.
- 2017: Duo Bornauw-Macke, Esta, Kalàscima, Duo Lenoir-Biget, Shoepolishers, Doolin', D'accornemuse, Belledonne, Orage sur la plaine, Elles s'y promènent, Ormuz, Kadril, Balbuzar, Solomalé, Plantec, Menace d'Eclaircie, La Machine, Malicorne
- 2018 : Duo Bauweraerts-Van Hees, La Bricole, Pyrates, Duo Lefévère-Bruneau, Les Frères Lemay, Le Vent du Nord, Les Voisins, Triskelles, Duo Tanghe-Coudroy, Zigo, Tondo, Anxo Lorenzo Quintet, Skipinnish, Calamalys, Broes, Djé Balèti, Hiks, Les Ogres de Barback et Le Bal Brotto Lopez

## Tremplin du festival Het Lindeboom
Un tremplin a été organisé chaque année pendant les neuf premières éditions du festival pour les musiciens et groupes de musiques traditionnelles. Le gagnant du tremplin devient le « Dauphin Het Lindeboom » et fait la première partie de l'artiste guest invité d'honneur du festival. Il bénéficiait aussi de la possibilité d'enregistrer en studio un CD 5 titres tirés à 500 exemplaires.

### Palmarès
- Dauphin Het Lindeboom 2003 : Morlisneul
- Dauphin Het Lindeboom 2004 : Borkan
- Dauphin Het Lindeboom 2005 : Les Léonnes
- Dauphin Het Lindeboom 2006 : Troad
- Dauphin Het Lindeboom 2007 : Trad'am
- Prix spécial  Lindeboom 2007 :  Surpluz
- Dauphin Het Lindeboom 2008 : Bogus
- Finaliste Het Lindeboom 2008 : Estren

## Tours de Chauffe
Depuis les 10 ans du Festival, les Tours de chauffes, scènes ouvertes à des groupes régionaux, ont été créés pour animer le parc Galamé et la terrasse de la Maison de la Nature et de l'Environnement avant les concerts et bals de la scène principale.